# Ginásio Clube de Alcobaça
O Ginásio Clube Alcobaça é um clube de futebol português, fundado a 1 de Junho de 1946, sediado na cidade de Alcobaça. Conta com uma presença na Primeira Liga em 1982/83 e 13 presenças na Segunda Liga Portuguesa. Atualmente participa no campeonato Distrital de Leiria, Divisão de Honra. As suas cores são o azul e branco, sendo por norma as cores dominantes do seu equipamento. O clube tem mais dezena e meia de equipas masculinas até aos escalões mais jovens e duas equipas femininas, nos escalões de seniores e em juniores.

## História
O Ginásio Clube de Alcobaça foi fundado em 1 de Junho de 1946, na cidade de Alcobaça, que resultou da fusão do Alcobaça Futebol Clube (fundado em 1918) e do Clube Desportivo Comércio e Indústria de Alcobaça (fundado em 1932), sendo o seu primeiro Presidente, Dr. João Lameiras de Figueiredo.  
O ponto alto da história este clube foi a subida à primeira divisão do campeonato português, na temporada de 1982/83, após ter vencido a Zona Centro do Campeonato Nacional da 2ª Divisão na época de 1981/82, sob o comando técnico do treinador Dinis Vital.
Esta participação na 1ª Divisão Nacional na temporada de 1982/83 não foi, contudo, muito bem sucedida, uma vez que o Ginásio de Alcobaça acabou por ser novamente relegado no final da época ao escalão secundário, e a partir daí foi descendo sucessivamente até aos distritais.
Na época em questão, o GC Alcobaça terminaria a prova classificado na última posição, totalizando somente 15 pontos em 30 jogos disputados, correspondentes a 4 vitórias, 7 empates e 19 derrotas. Ao longo da prova sofreram 56 golos e apontaram apenas 20.
Nessa temporada, o plantel da equipa era constituído pelos guarda-redes Jorge e Domingos; e como jogadores de campo: João Cabral, Nelito, Cavungi, Russo, Luís Cláudio, Américo, Corinto, Modas, Germano, Raul Neto, Alfredo, Lelo, Romão, Jorge Oliveira, José Rui, Teixeira, Boavida, Varela e Duarte.
Nessa altura, o presidente da Direcção do GC Alcobaça era Guerra Madaleno.

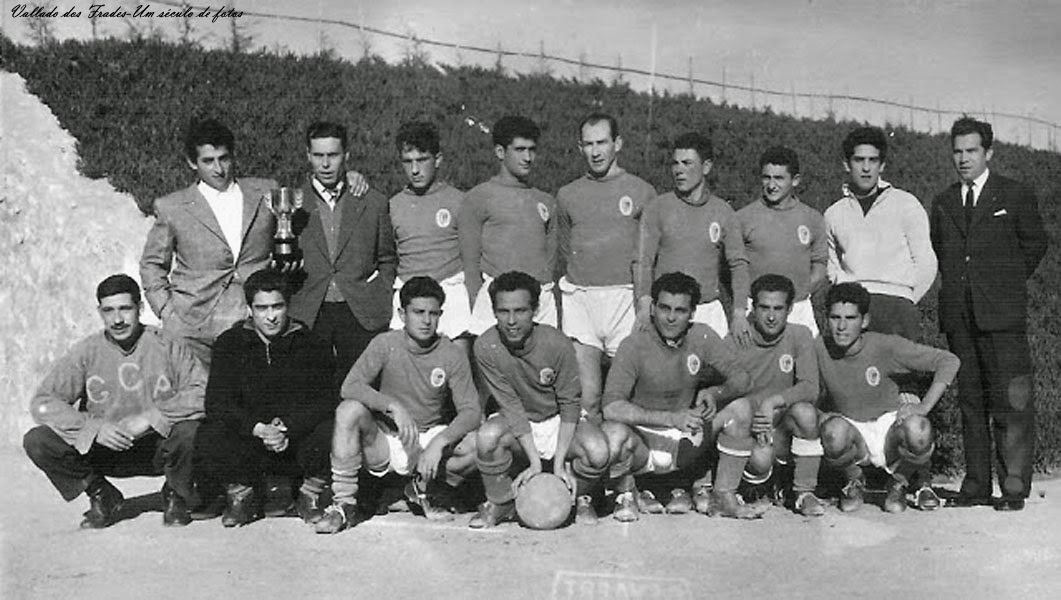
Equipa do Ginásio de Alcobaça nos anos 60

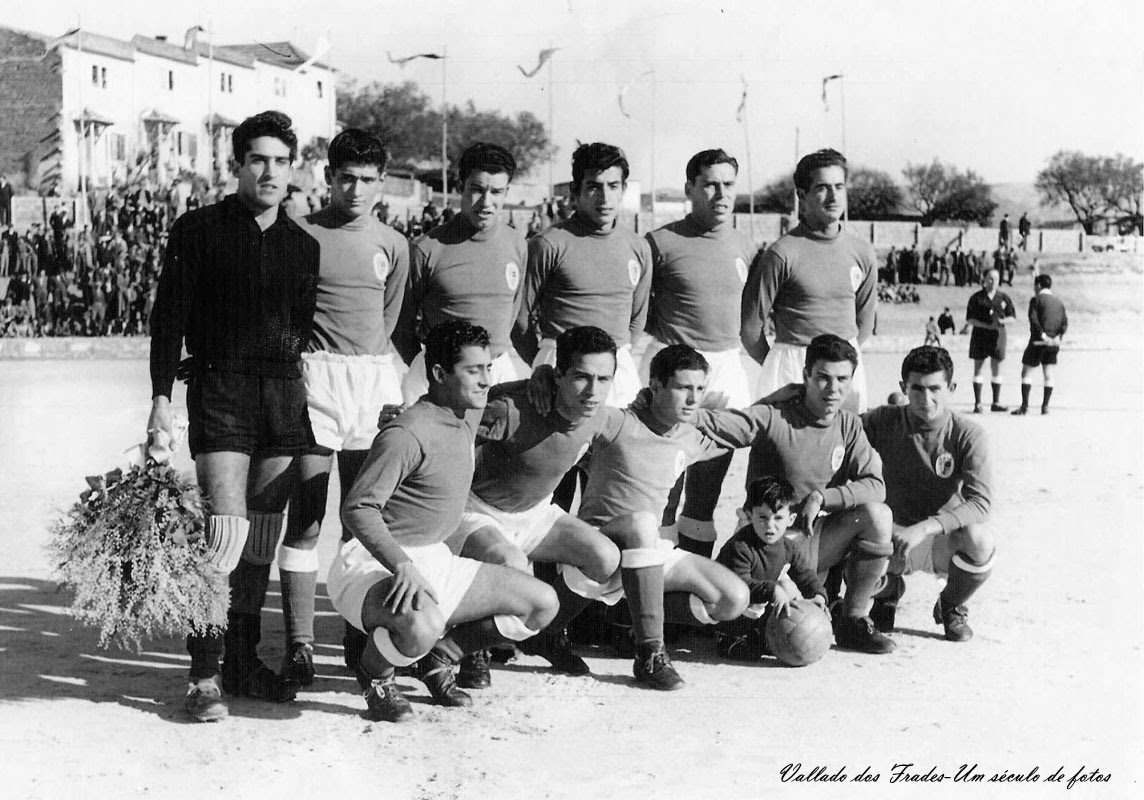
Inauguração do Estádio Municipal de Alcobaça- anos 50

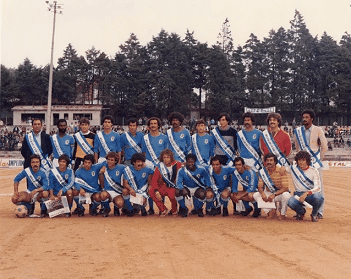
Equipa que subiu à Primeira Liga em 1981/82

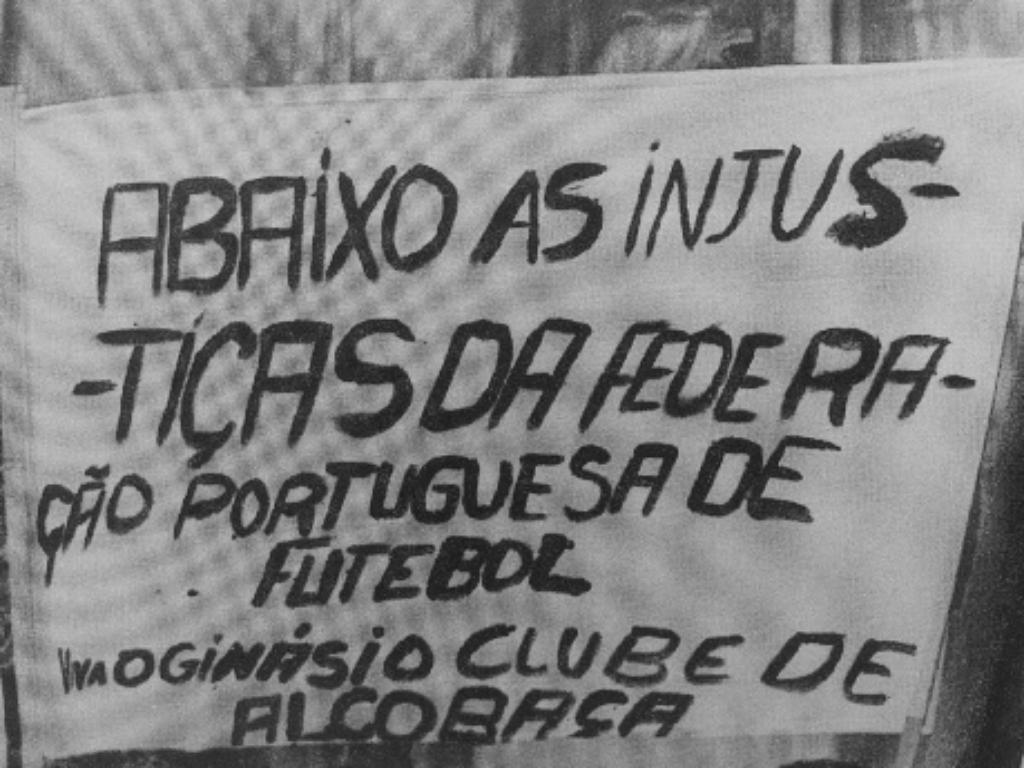
A Revolta de 10 de Junho de 1982. Das datas mais marcantes do clube.

## Palmarés
Consta do seu palmarés 8 títulos de Campeão Distrital da 1ª Divisão da Associação de Futebol de Leiria (1953/54, 1955/56, 1957/58, 1958/59, 1971/72, 1992/93, 1995/96 e 2000/01), 6 títulos de Campeão de Distrital da Divisão de Honra da Associação de Futebol de Leiria (1992/93, 1995/96, 2000/01, 2004/05, 2010/11 e 2015/16), 2 títulos de Taça do Distrito de Leiria (1971/72, 2004/05), 2 títulos Supertaça António Vieira Ascenso (2000/01 e 2015/16) e 1 título Campeonato Regional de Leiria (1946/47) além de vários títulos regionais conquistados pelas camadas jovens do clube.
Contam ainda com 13 participações na 2ª Divisão Nacional e 34 participações no Campeonato Nacional da 3ª Divisão.

## Estádio
A equipa efectua os seus jogos em casa no Estádio Municipal de Alcobaça.

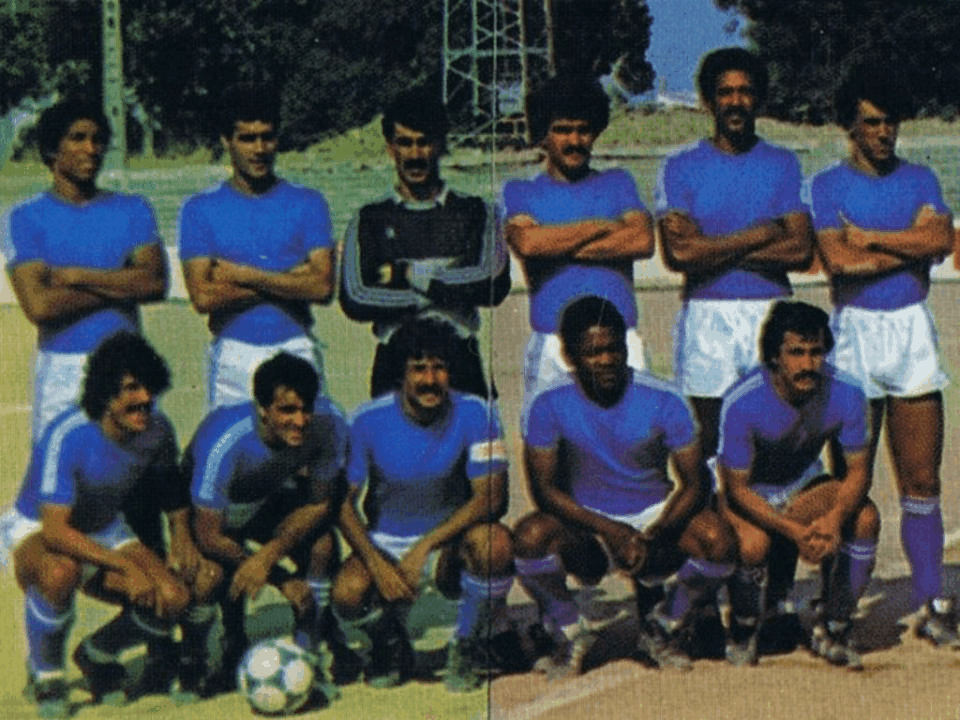
Equipa titular na Primeira Liga do Ginásio de Alcobaça em 1982 e 1983

## Equipamento
As suas cores principais são o azul e o branco. A equipa de futebol enverga equipamento da marca Joma e o patrocínio de Recauchutagem 31. 

## Futebol

### Histórico em Futebol (inclui 07/08)
|                   | Nº Presenças | Títulos |
| ----------------- | ------------ | ------- |
| Temporadas na 1ª  | 1            |         |
| Temporadas na 2ª  | 13           |         |
| Temporadas na 2ªB | 1            |         |
| Temporadas na 3ª  | 34           |         |
| Taça de Portugal  | -            |         |
| Taça da Liga      | 0            |         |

### Classificações
| Escalão          | 80/81 | 81/82 | 82/83 | 83/84 | 84/85 | 85/86 | 86/87 | 87/88 | 88/89 | 89-90 |
| ---------------- | ----- | ----- | ----- | ----- | ----- | ----- | ----- | ----- | ----- | ----- |
| Liga Sagres      | -     | -     | 16º   | -     | -     | -     | -     | -     | -     | -     |
| Liga Vitalis     | -     | -     | -     | -     | -     | -     | -     | -     | -     | -     |
| II Divisão       | -     | -     | -     | -     | -     | -     | -     | -     | -     | -     |
| III Divisão      | -     | -     | -     | -     | -     | -     | -     | -     | -     | -     |
| 1º Escalão Dist. | -     | -     | -     | -     | -     | -     | -     | -     | -     | -     |
| 2º Escalão Dist. | -     | -     | -     | -     | -     | -     | -     | -     | -     | -     |
| 3º Escalão Dist. | -     | -     | -     | -     | -     | -     | -     | -     | -     | -     |

| Escalão          | 90/91 | 91/92 | 92/93 | 93/94 | 94/95 | 95/96 | 96/97 | 97/98 | 98/99 | 99-00 |
| ---------------- | ----- | ----- | ----- | ----- | ----- | ----- | ----- | ----- | ----- | ----- |
| Liga Sagres      | -     | -     | -     | -     | -     | -     | -     | -     | -     | -     |
| Liga Vitalis     | -     | -     | -     | -     | -     | -     | -     | -     | -     | -     |
| II Divisão       | -     | -     | -     | -     | -     | -     | -     | -     | -     | -     |
| III Divisão      | -     | -     | -     | -     | -     | -     | -     | -     | -     | -     |
| 1º Escalão Dist. | -     | -     | 1º    | -     | -     | 1º    | -     | -     | 2º    | -     |
| 2º Escalão Dist. | -     | -     | -     | -     | -     | -     | -     | -     | -     | -     |
| 3º Escalão Dist. | -     | -     | -     | -     | -     | -     | -     | -     | -     | -     |

| Escalão          | 00/01 | 01/02 | 02/03 | 03/04 | 04/05 | 05/06 | 06/07 | 07/08 | 08/09 | 09-10 |
| ---------------- | ----- | ----- | ----- | ----- | ----- | ----- | ----- | ----- | ----- | ----- |
| Liga Sagres      | -     | -     | -     | -     | -     | -     | -     | -     | -     | -     |
| Liga Vitalis     | -     | -     | -     | -     | -     | -     | -     | -     | -     | -     |
| II Divisão       | -     | -     | -     | -     | -     | -     | -     | -     | -     | -     |
| III Divisão      | -     | -     | -     | -     | -     | -     | -     | -     | -     | -     |
| 1º Escalão Dist. | -     | -     | -     | -     | -     | -     | -     | -     | 2º    | 3-º   |
| 2º Escalão Dist. | -     | -     | -     | -     | -     | -     | -     | -     | -     | -     |
| 3º Escalão Dist. | -     | -     | -     | -     | -     | -     | -     | -     | -     | -     |

| Escalão          | 10/11 | 11/12 |
| ---------------- | ----- | ----- |
| Liga Sagres      | -     | -     |
| Liga Vitalis     | -     | -     |
| II Divisão       | -     | -     |
| III Divisão      | -     | 9º    |
| 1º Escalão Dist. | 1º    | -     |
| 2º Escalão Dist. | -     | -     |
| 3º Escalão Dist. | -     | -     |